# Anopheles turkhudi
Anopheles turkhudi este o specie de țânțari din genul Anopheles, descrisă de Liston în anul 1901. Conform Catalogue of Life specia Anopheles turkhudi nu are subspecii cunoscute.